# Метт Міазга
Метт'ю «Метт» Міазга (англ. Matt Miazga; нар. 19 липня 1995, Кліфтон, Нью-Джерсі, США) — американський футболіст польського походження, захисник клубу «Цинциннаті» і національної збірної США.

## Біографія
Вихованець Академії «Нью-Йорк Ред Буллз», дебютував в MLS в сезоні 2013, вигравши два титули MLS Supporters’ Shield.
30 січня 2016 року Міазга приєднався до лондонського «Челсі», підписавши контракт на 4,5 роки. Сума трансферу склала, як повідомлялося 3,5 млн фунтів стерлінгів (5,0 млн доларів).
За основний склад «Челсі» станом на 2019 рік провів лише 2 матчі, решту часу перебуваючи в оренді: з літа 2016 по літо 2018 у нідерландському «Вітессе», з серпня 2018 по січень 2019 у французькому «Нанті», і з січня 2019 на півтора року в «Редінгу».

## Титули і досягнення
Командні
- Володар MLS Supporters' Shield (2):

«Нью-Йорк Ред Буллз»: 2013, 2015
- Володар Кубка Нідерландів (1):

«Вітессе»: 2016-17
- Володар Золотого кубка КОНКАКАФ (1): 2017
- Срібний призер Золотого кубка КОНКАКАФ (1): 2019
- Переможець Ліги націй КОНКАКАФ (1): 2021

Особисті
- Молодий футболіст року в США (1): 2015